# إدوين ميلتون رويل
إدوين ميلتون رويل (بالإنجليزية: Edwin Milton Royle) (2 مارس 1862، لكسينغتون في الولايات المتحدة - 16 فبراير 1942)؛ كاتب مسرحي وروائي أمريكي.

## روابط خارجية
- إدوين ميلتون رويل على موقع IMDb (الإنجليزية)
- إدوين ميلتون رويل على موقع قاعدة بيانات برودواي على الإنترنت (الإنجليزية)